# پروانه پارسونسی
پروانه پارسونسی (Philiris parsonsi) پروانه‌ای است که در تیره پرنیان‌بالان قرار دارد. این گونه که در سال ۲۰۱۴ کشف گردیده در پاپوآ گینه نو زندگی می‌کند.